# Симмонс, Мишель
Мишель Симмонс (Michelle Yvonne Simmons; род. 14 июля 1967, Лондон) — австралийский физик британского происхождения, квантовый физик, специалист по квантовым вычислениям, пионер в атомной электронике.
Член АН Австралии (2006) и Лондонского королевского общества (2018), профессор Университета Нового Южного Уэльса и директор CQC2T. Австралиец года (2018).

## Биография
В возрасте 11 лет стала чемпионкой Лондона по шахматам среди девочек.
Окончила Даремский университет с двойной степенью — по физике и химии, а в 1992 году там же получила степень доктора философии по физике. В качестве исследовательского фелло являлась постдоком в Кавендишской лаборатории Кембриджа, где достигнутые ею научные результаты принесли ей международное признание; она работала там с профессором Michael Pepper. В 1999 году, получив стипендию королевы Елизаветы II, перебралась в Австралию. С того же года в Университете Нового Южного Уэльса. С 2007 года гражданин Австралии. Ныне она возглавляет команду из более чем 200 исследователей в восьми австралийских университетах. Они создали первый одноатомный транзистор и признаются лидирующими в гонке разработки квантового компьютера на основе кремния. Учредительница в 2017 году первой в Австралии компании, специализирующейся на квантовых вычислениях, Silicon Quantum Computing Pty Ltd.
Фелло Американской академии искусств и наук (2014) и Американской ассоциации содействия развитию науки (2015).
C 2015 года шеф-редактор-основатель npj Quantum Information (первого австралийского журнала Nature).
Автор более 360 работ в рецензируемых журналах, с индексом Хирша = 40. 27 её работ вышло в Physical Review Letters, она также публиковалась в Nature, Science, Nature Materials, Nature Physics, Nature Nanotechnology.

## Награды и отличия
- Pawsey Medal[англ.] АН Австралии (2005)
- NSW Scientist of the Year (2012)
- Thomas Ranken Lyle Medal[англ.] АН Австралии (2015)
- Eureka Prize for Leadership in Science[англ.], CSIRO (2015)
- Премия Фейнмана по нанотехнологиям (2015)
- L'Oréal-UNESCO For Women in Science Award (2017)[6]
- American Computer Museum[англ.] названа пионером квантовых вычислений (2017, совместно с Марком Риттером из IBM)[5]
- Австралиец года (2018)
- Бейкеровская лекция (2022)